# Lambing Flat Riot

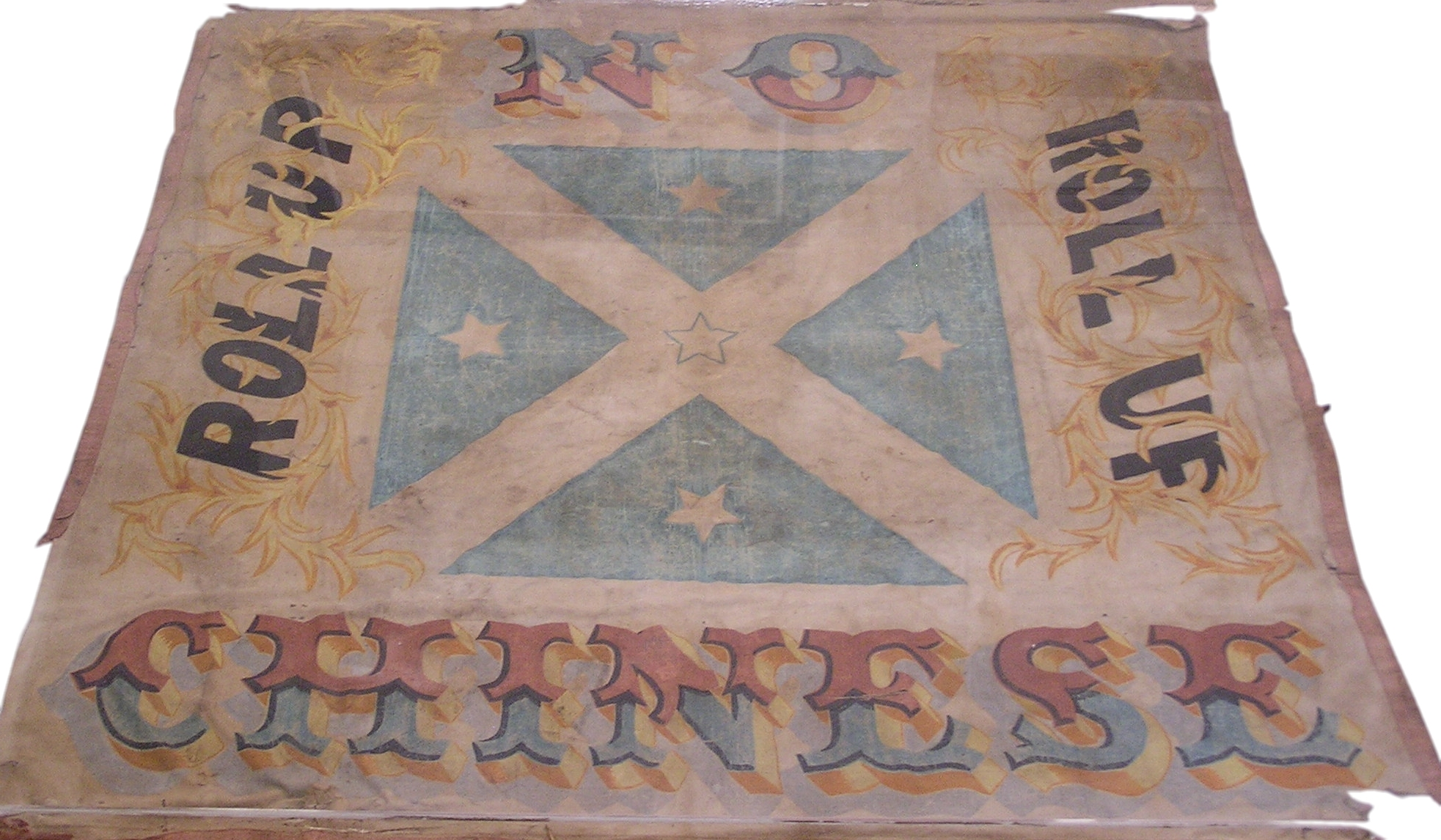
Das Banner „No Chinese. Roll Up“ gilt als das erste rassistische Symbol in Australien

Die Lambing Flat Riots (Lambing-Flat-Aufruhr) waren sechs gewaltsame Auseinandersetzungen zwischen chinesischen und europäischen Goldsuchern in den Jahren 1860 und 1861 in Australien. 

## Chinesische Goldsucher
Im Jahre 1861 befanden sich etwa 13.000 Chinesen in New South Wales, davon waren 12.200 auf den Goldfeldern tätig. Die Chinesen wanderten von einem Goldfeld zum anderen, wo sie in arbeitsteiligen Gruppen von 30 bis 100 Personen arbeiteten. 
Das Gold auf den Lambing Flats lag im Schwemmland an Flussufern, die von Sand und Ton durchsetzt waren. Darin befanden sich vor allem Goldflitter und wenige Nuggets. Es war eine nasse und schmutzige Arbeit. Die Chinesen waren in ihrer übergroßen Mehrheit Bauern und waren an lange tägliche Arbeitszeiten und derartige Arbeiten gewöhnt und arbeiteten auch an Samstagen. Sie pflegten einen einfachen Lebensstil. Im Gegensatz hierzu waren die Europäer auf Nuggets aus und arbeiten meist alleine und in Kleinstgruppen.

## Aufruhr
Die Lambing Flats befinden sich in Burrangong-Region und die Goldfelder lagen an den Ufern des Spring Creek, Stoney Creek, Back Creek, Wombat, Blackguard Gully und Tipperary Gully. Gewaltsame Auseinandersetzung, Lambing Flat Riots, fanden innerhalb von 10 Monaten vom November 1860 bis zum September 1861 statt. 
Am 12. Dezember 1860 vertrieben die Goldsucher Chinesen, wobei sie einige verletzten. Als Captain Zouch, der Kommandant der Southern Police Patrol, Chinesen befragte, sollen diese keine Angaben zu Verletzten gemacht haben. Ende Januar 1861 wurden erneut Chinesen mit Waffengewalt vertrieben, woraufhin sich diese an die Polizei wendeten. Daraufhin wurde die Polizei verstärkt. Mit dem Roll Up-Banner und begleitet von Musik marschierten Goldsucher zum Blackguard Gully und vertrieben 200 Chinesen.
Die Regierung von New South Wales brachte am 25. Februar 1861 20 bewaffnete Polizisten und 130 Soldaten, einschließlich Kavallerie mit drei Kanonen auf die Lambing Flats. Der Premierminister von New South Wales Charles Cowper kam am 2. März an die Lambing Flats. Als 80 Goldsucher am 31. Januar die Miners Protective League gründeten, klagten sie darüber, dass die Chinesen das Wasser verschwenden, das sie für ihre Goldsuche benötigen und verlangten, dass eine Strafzahlung von 6 Pence fällig werde, wenn ein Fluss trockenfiel. Dies teilten sie dem Premierminister mit und dieser versprach, dass er sich darum kümmern werde, verlangte aber, dass kein Angriff auf chinesische Personen oder Eigentum erfolgen darf.
Als in der Mitte von 1861 berichtet wurde, dass 1.500 Chinesen in Sydney gelandet seien und sich auf dem Weg nach Lambing Flat bewegen, fühlten sich die europäischen Goldsucher bedroht und bildeten Meetings und stimmten in „Roll Up. No Chinese“ (Chinesen verschwindet) ein. Am 14. Juni 1861 kam es zu dem stärksten Aufruhr als 3.000 Goldsucher, teilweise betrunken, einen Marsch zum Goldgräber-Camp der Chinesen unternahmen. Dort setzten sie deren Zelte samt Kleidung und Einrichtungen in Brand und zerstörten die Gerätschaften an den Arbeitsstellen der Goldsucher.
Die Regierung von New South Wales erließ im Jahre 1861 den Chinese Immigration Act. Die spätere White Australia Policy verhinderte  von 1901 an die Einwanderung von Asiaten erschwerte sie nach dem Zweiten Weltkrieg. 